# Margaretha Cornelia Boellaard

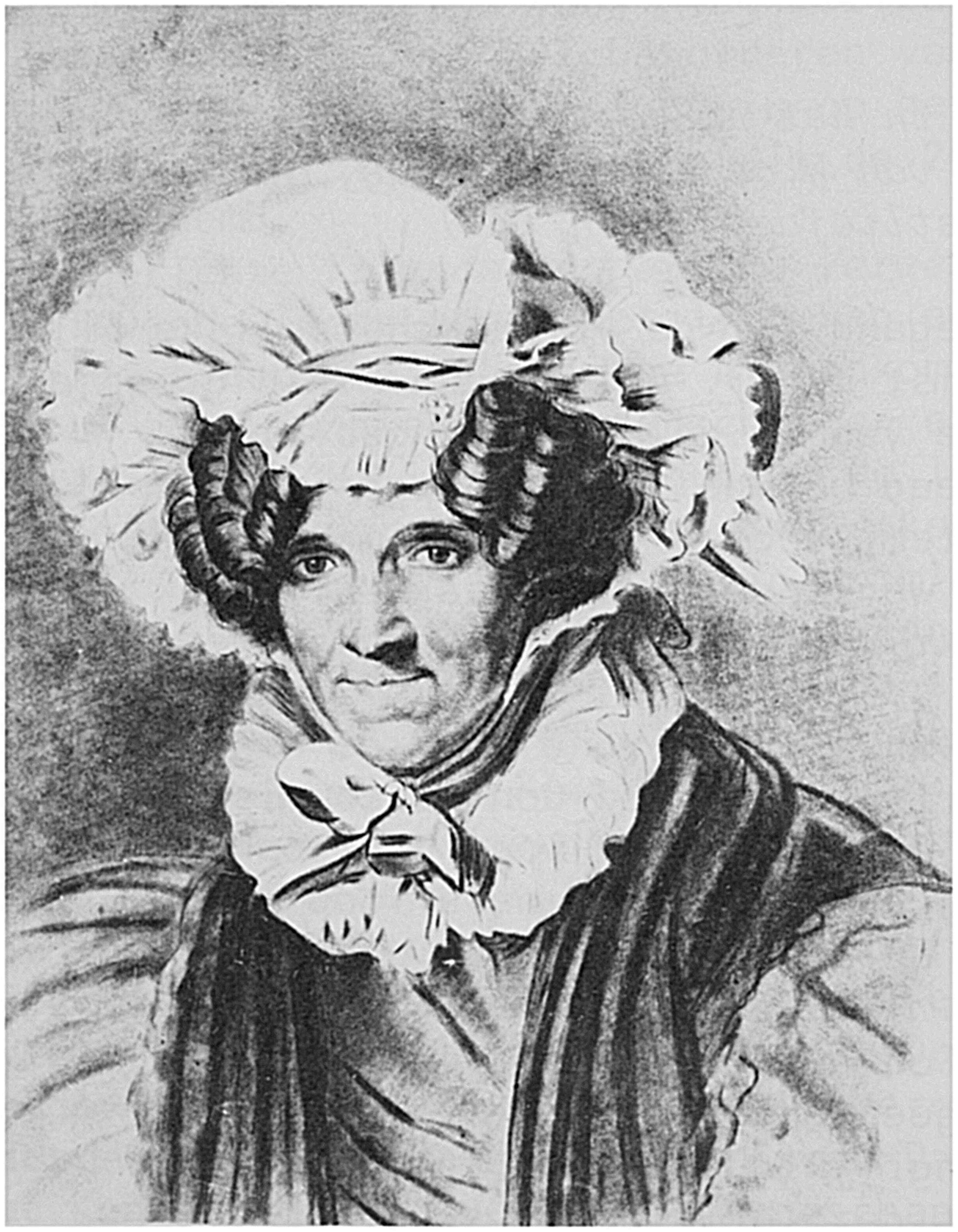
Margaretha Cornelia Boellaard, 1825

Margaretha Cornelia Boellaard (* 9. Februar 1795 in Utrecht; † 5. November 1872 ebenda) war eine niederländische Malerin, Lithografin und Kunstsammlerin.

## Leben

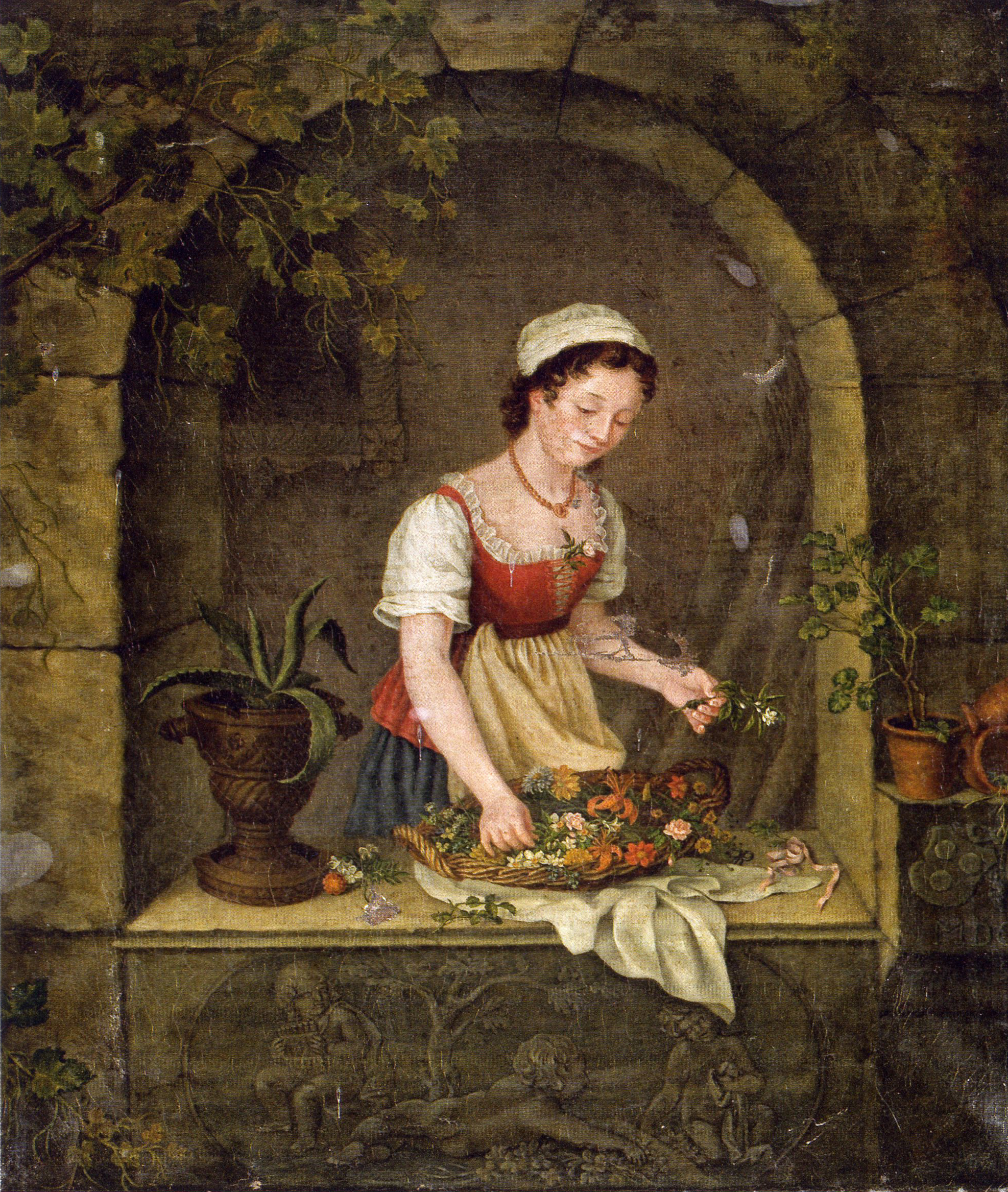
Mädchen mit Blumen, 1834

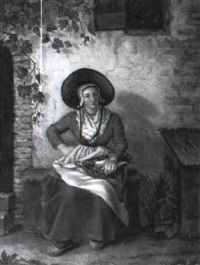
Sitzende Frau mit Fischkorb, 1832

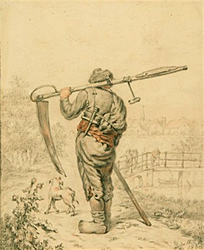
Bauer mit Sense und Hund, 1840

Margaretha Cornelia Boellaard wurde am 9. Februar 1795 in Utrecht geboren. Sie war die Tochter von Johan Diderick Boellaard, Herr von Zuilichem (1761–1840) und Margaretha Cornelia van Soesdijk (1763–1795). Ihre Mutter starb nach ihrer Geburt im Kindbett. Margaretha Cornelia Boellaard blieb ein Einzelkind und unverheiratet.
Boellaard war bereits in jungen Jahren künstlerisch begabt, es ist nicht bekannt, wann sie erstmalig Malunterricht erhielt, doch ihr erster Lehrer war der Utrechter Maler Christiaan van Geelen Sr. Später hatte sie auch bei seinem Sohn Christiaan van Geelen Jr. Unterricht. Beide waren Porträtmaler. Im Jahr 1825 studierte sie an der Rijksakademie van beeldende kunsten in Amsterdam. Frans Jacob Otto Boijmans lud sie ein, seine Sammlung alter Meister und zeitgenössischer Kunst zu besuchen und dort zu kopieren. Auch der Landschaftsmaler Cornelis van Hardenbergh unterrichtete sie.

## Werk
Margaretha Boellaard malte, zeichnete und fertigte Lithografien an, zumeist Genreszenen und Porträts. Da sie aus guten Verhältnissen stammte, war sie nicht auf den Verkauf ihrer Werke angewiesen. Von 1826 bis 1843 nahm sie mehrmals an den Ausstellungen der Lebenden Meister (Tentoonstelling van Levende Meesters) in Amsterdam, Groningen und Nijmegen teil. 1834 gewann sie mit ihrer Darstellung eines jungen Mädchens, das einen Blumenstrauß zusammenstellt, einen Wettbewerb der Academie Minerva in Groningen.
Ab den 1860er Jahren litt Boellaard an einer Sehstörung, aufgrund derer sie nicht mehr malen konnte. Sie fing an Zeichnungen und Grafiken von alten Meistern und zeitgenössischen Künstlern zu sammeln. Dazu nutzte sie ein Netzwerk von anderen Sammlern. So dankte sie in einem Brief aus dem Jahr 1860 Johan Philip van der Kellen, dem späteren Direktor des Staatlichen Kupferstichkabinetts, für die Ausleihe eines Drucks von Van Dyck. Einige ihrer Stücke stellte sie für „Kunstbesichtigungen“ zur Verfügung. Bei diesen Besichtigungen trafen sich  Mitglieder von Künstlervereinigungen und Kunsthändler, um Zeichnungen und Drucke anzusehen und zu kommentieren. Einen Teil ihrer Sammlung zeigte sie bei Arti et Amicitiae in Amsterdam, im Pulchri Studio in Den Haag und natürlich auch bei Genootschap Kunstliefde in Utrecht, dessen Ehrenmitglied sie seit 1858 war. 1871 hielt sie vor der Pictura-Gesellschaft in Dordrecht einen Vortrag über moderne Zeichnungen aus ihrer Sammlung.
Kurz vor ihrem Tod vermachte Margaretha Boellaard einen Teil ihres Besitzes der Kunstliefde. Zu diesem Vermächtnis gehörte auch das Haus, in dem sie 55 Jahre gelebt hatte, sowie ein beträchtliches Vermögen. Margaretha Cornelia Boellaard starb am 5. November 1872. Sie wurde auf dem Soestbergen-Friedhof in Utrecht in der Krypta beigesetzt, die sie 1840 nach dem Tod ihres Vaters hatte bauen lassen. Auf ihrem Epitaph steht: „Margaretha Cornelia Boellaard, geboren am 9. Februar 1795 in Utrecht, gestorben dort am 5. November 1872: Sie wollte das Gute.“
Mit dem Geld aus ihrem Nachlass gründete die Genootschap Kunstliefde den Boellaard-Fonds zur Unterstützung bildender Künstler und richtete 1905 in dem geerbten Haus an der Oudegracht das Museum Kunstliefde ein. 1984 wurde von der Gesellschaft der Boellaard-Preis gestiftet. Dieser wird bei der jährlichen Herbstausstellung an den Künstler mit der besten Arbeit verliehen.